# Wołodymyr Łukjanenko
Wołodymyr Matwijowycz Łukjanenko (ukr. Володимир Матвійович Лук'яненко; ros. Влади́мир Матве́евич Лукья́ненко, ur. 18 października 1937 w Charkowie) – minister inżynierii chemicznej i naftowej ZSRR (1986-1989), Bohater Pracy Socjalistycznej (1985), Bohater Ukrainy (2004).

## Życiorys
W latach 1955–1960 studiował w Charkowskim Instytucie Politechnicznym, po czym został inżynierem mechanikiem, 1965 ukończył Ukraiński Zaoczny Instytut Politechniczny, na którym następnie był pracownikiem naukowym. Od 1961 pracował w zakładzie budowy maszyn w Sumach jako pomocnik majstra, majster, od września 1963 zastępca szefa odlewni nr 7, od grudnia 1964 zastępca szefa, później szef odlewni nr 6, od kwietnia 1969 zastępca dyrektora i główny inżynier, od listopada 1973 p.o. dyrektora i następnie dyrektor Sumskiego Zakładu Budowy Maszyn im. Frunzego. Od stycznia 1976 dyrektor generalny Sumskiego Inżynieryjnego Zjednoczenia Produkcyjnego im. Frunzego, od września 1985 dyrektor generalny Sumskiego Inżynieryjnego Zjednoczenia Naukowo-Produkcyjnego im. Frunzego – dyrektor Wszechzwiązkowego Instytutu Naukowo-Badawczego i Instytutu Konstruktorsko-Technologicznego Inżynierii Kompresorowej. Od stycznia 1986 do listopada 1989 minister inżynierii chemicznej i naftowej ZSRR, od listopada 1989 dyrektor generalny Sumskiego Inżynieryjnego Zjednoczenia Naukowo-Produkcyjnego im. Frunzego, od lutego 1994 prezes zarządu – prezydent OAO "Sumskie Inżynieryjne Zjednoczenie Naukowo-Produkcyjne imienia M.W. Frunzego". W latach 1986–1989 deputowany do Rady Najwyższej ZSRR. W latach 1986–1990 zastępca członka, a 1990–1991 członek KC KPZR. Od 1997 profesor, od 2000 doktor nauk technicznych.

## Odznaczenia i nagrody
- Medal Sierp i Młot Bohatera Pracy Socjalistycznej (12 grudnia 1985)
- "Order Państwa" Bohatera Ukrainy (26 lutego 2004)
- Order Lenina (dwukrotnie – 1981 i 1985)
- Order Rewolucji Październikowej (1976)
- Order Czerwonego Sztandaru Pracy (1971)
- Nagroda Państwowa ZSRR (1980)
- Order Księcia Jarosława Mądrego V klasy (16 października 2007)
- Order Za Zasługi I klasy (Ukraina, 17 października 1997)
- Order Za Zasługi II klasy (19 sierpnia 1997)
- Order Za Zasługi III klasy (29 listopada 1996)
- Medal 100-lecia urodzin Lenina (1970)
- Order 100-lecia Wyzwolenia od Osmańskiego Zaboru (Ludowa Republika Bułgarii, 1987)